# 二木峠
二木峠（ふたぎとうげ）は、兵庫県のたつの市と相生市との間に位置し市境を成す標高85mの峠。

## 通過する交通路
- 兵庫県道5号姫路上郡線